# Balladine Publishing
Balladine Publishing ist ein Verlag mit Sitz in Köln.

## Geschichte und Profil
Balladine Publishing wurde 2013 in Hamburg gegründet und zwei Jahre später in den Börsenverein des Deutschen Buchhandels aufgenommen. Er hat sich darauf spezialisiert, Klassiker der australischen, englischen und amerikanischen Literatur, die an Popularität oder Bekanntheit eingebüßt haben, in deutscher Erst- oder Neuübersetzung herauszugeben.
Der Verlag publiziert die Werke als klassisches Buch oder E-Book.

## Autoren im Verlagsprogramm
Zu den Autoren bei denen der Verlag deutsche Erstveröffentlichungen, Kurzgeschichten oder Werkausgaben ihrer Werke herausgebracht hat zählen unter anderem Edgar Wallace, Marcus Clarke, Benjamin Farjeon, Jessie Catherine Couvreur, Henry Lawson, Ernest William Hornung, Henry Handel Richardson und Barbara Baynton.